# Ewa Kłobukowska

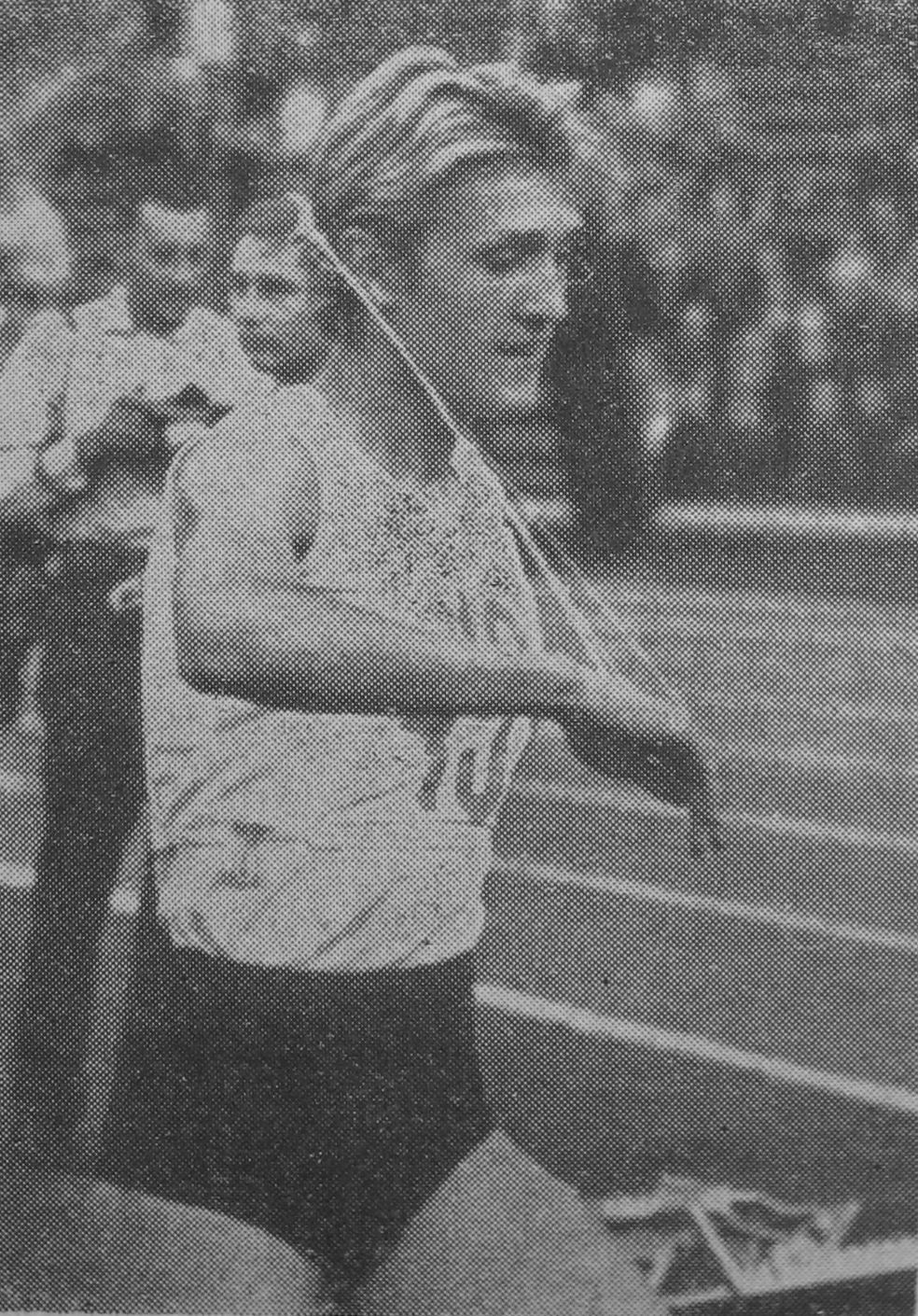
Ewa Kłobukowska (1964)

Ewa Janina Kłobukowska (ur. 1 października 1946 w Warszawie) – polska lekkoatletka i sprinterka, złota medalistka olimpijska, rekordzistka świata.

## Edukacja
W 1965 ukończyła Technikum Ekonomiczne nr 6 w Warszawie, a w 1972 SGPiS, gdzie otrzymała dyplom magistra ekonomii.

## Kariera
Reprezentowała klub Skra Warszawa. W 1964 podczas XVIII Letnich Igrzysk Olimpijskich w Tokio w sztafecie 4 × 100 metrów (w składzie: Ewa Kłobukowska, Teresa Ciepły, Irena Kirszenstein, Halina Górecka) wywalczyła złoty, a na 100 metrów brązowy medal, uzyskując czas 11,6 s.
W 1965 w Pradze wynikiem 11,1 s pobiła rekord świata w biegu na 100 metrów. W 1966 podczas VIII Mistrzostw Europy w Budapeszcie została dwukrotną (sztafeta 4 × 100 m i 100 m) mistrzynią Europy oraz wicemistrzynią na 200 m.
W 1967 nagle zniknęła z bieżni. Oficjalna wersja mówiła o kontuzji. Jednak prawdziwą przyczyną nieobecności był donos działaczy z RFN i ZSRR do władz Międzynarodowego Stowarzyszenia Federacji Lekkoatletycznych (IAAF) dotyczący rozróżnienia płci na podstawie konfiguracji chromosomów. Z punktu widzenia współczesnej medycyny był to zarzut niesłuszny. W 1968 zaszła w ciążę i urodziła syna.
Dobrowolne wycofanie Ewy Kłobukowskiej miało uchronić polski sport przed międzynarodowym skandalem. W związku z tym przedwcześnie zakończyła karierę. Pracowała w Przedsiębiorstwie Montażu Elektrowni i Urządzeń Przemysłowych „Energomontaż Północ”.
W 1998 została uhonorowana przez prezydenta RP Aleksandra Kwaśniewskiego Krzyżem Kawalerskim Orderu Odrodzenia Polski. W 2011 prezydent RP Bronisław Komorowski nadał jej Krzyż Oficerski Orderu Odrodzenia Polski, a w 2021 prezydent RP Andrzej Duda – Krzyż Komandorski Orderu Odrodzenia Polski.
W 2016 Rafał Podraza zebrał wspomnienia o Ewie Kłobukowskiej i wydał je w formie książki Kłobukowska. Przerwany bieg.
Weszła w skład komitetu wspierającego kandydaturę Karola Nawrockiego na prezydenta RP w wyborach w 2025.